# Leucospis addenda
Leucospis addenda är en stekelart som beskrevs av Boucek 1974. Leucospis addenda ingår i släktet Leucospis och familjen Leucospidae. Inga underarter finns listade i Catalogue of Life.